# 右田一彦
右田 一彦（みぎた かずひこ、1960年6月3日 - ）は、熊本県熊本市出身の元プロ野球選手（投手）、野球指導者。現在は鹿児島県の出水中央高等学校硬式野球部の監督を務める。
実弟に、元プロ野球選手で南海ホークスや阪神タイガースで外野手としてプレーした右田雅彦がいる。

## 来歴
1960年6月3日に熊本県熊本市で生まれる。九州学院高では2年生の1977年秋に県大会優勝、九州大会では初戦となった準々決勝で敗退。1978年は夏の県大会で準決勝まで進出するが、鎮西高に敗れて甲子園出場は果たせなかった。卒業後は社会人野球の電電九州に入社し、1980年の第51回都市対抗野球大会、1981年の第52回都市対抗野球大会に連続出場を果たし、後者では1回戦（対新日鐵名古屋戦）で先発すると、延長11回を1失点に抑えて長嶺俊一の救援を仰ぎ、延長20回・試合時間4時間57分の末に2-1で辛勝した。しかし2回戦（対日本生命戦）では打ち込まれて7回コールド負けを喫した。電電九州入社時のエースは山内孝徳が務め、同僚にはのちに1981年のドラフト会議において阪急ブレーブスから指名される南牟礼豊蔵、右田と同時に横浜大洋ホエールズへ入団する村岡耕一が在籍していた。
同年のドラフト会議において、阪神タイガースと横浜大洋ホエールズから1巡目で指名され、抽選の末に大洋へ入団した。快速球を武器にした即戦力投手として期待された。
1982年は中日ドラゴンズが優勝を決めた後の、いわゆる「消化試合」の1試合で登板しただけで、イースタン・リーグで14勝を挙げて優勝に貢献したのみで終わった。
1983年は開幕一軍入りを果たすと、開幕2戦目の対読売ジャイアンツ戦（後楽園球場）で一軍初先発となったが、この試合で同年に一軍デビューを果たした駒田徳広に初打席で満塁本塁打を被弾するなど8失点で敗戦投手となる。その後も一軍で13試合に登板するも、速球中心の単調な投球では通用せず、0勝3敗・防御率8.80と惨憺たる結果に終わる。
同年11月に、新谷嘉孝・欠端光則との交換トレードで、竹之内徹と共にロッテオリオンズへ移籍した。ロッテでは、監督の稲尾和久からスローカーブを伝授され、従来からの武器である速球と共に投じることで緩急が付いた。
1984年にプロ初勝利を含む6勝を挙げた。
1989年を最後に現役を引退した。
現役引退後は地元熊本県で野球塾のプロフェッショナル・ベースボール・アカデミーコーチを務めた。

## 人物・エピソード
- ビートたけしと風貌が似ていることから、ニックネームは「タケちゃんマン」。1982年のファン感謝デーにおいて、「たけし軍団」チームと草野球で対戦したことがある。

## 詳細情報

### 年度別投手成績
| 年 度     | 球 団     | 登 板 | 先 発 | 完 投 | 完 封 | 無 四 球 | 勝 利 | 敗 戦 | セ 丨 ブ | ホ 丨 ル ド | 勝 率 | 打 者 | 投 球 回 | 被 安 打 | 被 本 塁 打 | 与 四 球 | 敬 遠 | 与 死 球 | 奪 三 振 | 暴 投 | ボ 丨 ク | 失 点 | 自 責 点 | 防 御 率 | W H I P |
| --------- | --------- | ----- | ----- | ----- | ----- | -------- | ----- | ----- | -------- | ----------- | ----- | ----- | -------- | -------- | ----------- | -------- | ----- | -------- | -------- | ----- | -------- | ----- | -------- | -------- | ------- |
| 1982      | 大洋      | 1     | 0     | 0     | 0     | 0        | 0     | 0     | 0        | --          | ----  | 4     | 1.0      | 1        | 0           | 0        | 0     | 0        | 0        | 0     | 0        | 0     | 0        | 0.00     | 1.00    |
| 1983      | 大洋      | 13    | 5     | 0     | 0     | 0        | 0     | 3     | 0        | --          | .000  | 147   | 30.2     | 38       | 7           | 19       | 0     | 3        | 13       | 0     | 0        | 35    | 30       | 8.80     | 1.86    |
| 1984      | ロッテ    | 26    | 9     | 3     | 1     | 0        | 6     | 5     | 2        | --          | .545  | 410   | 94.0     | 103      | 15          | 36       | 2     | 1        | 46       | 1     | 0        | 59    | 55       | 5.27     | 1.48    |
| 1985      | ロッテ    | 22    | 4     | 0     | 0     | 0        | 2     | 4     | 3        | --          | .333  | 268   | 58.0     | 68       | 10          | 38       | 0     | 1        | 37       | 1     | 0        | 49    | 47       | 7.29     | 1.83    |
| 1986      | ロッテ    | 11    | 3     | 0     | 0     | 0        | 1     | 1     | 0        | --          | .500  | 134   | 28.0     | 41       | 7           | 9        | 0     | 1        | 17       | 0     | 0        | 24    | 22       | 7.07     | 1.79    |
| 1987      | ロッテ    | 32    | 5     | 0     | 0     | 0        | 2     | 3     | 0        | --          | .400  | 308   | 73.0     | 76       | 12          | 27       | 3     | 2        | 56       | 7     | 0        | 36    | 34       | 4.19     | 1.41    |
| 1988      | ロッテ    | 11    | 1     | 0     | 0     | 0        | 1     | 0     | 0        | --          | 1.000 | 116   | 23.2     | 31       | 4           | 12       | 0     | 1        | 14       | 3     | 0        | 20    | 19       | 7.23     | 1.82    |
| 通算：7年 | 通算：7年 | 116   | 27    | 3     | 1     | 0        | 12    | 16    | 5        | --          | .429  | 1387  | 308.1    | 358      | 55          | 141      | 5     | 9        | 183      | 12    | 0        | 223   | 207      | 6.04     | 1.62    |

### 記録
- 初登板：1982年10月18日、対中日ドラゴンズ26回戦（横浜スタジアム）、9回表に5番手で救援登板・完了、1回無失点
- 初先発：1983年4月10日、対読売ジャイアンツ2回戦（後楽園球場）、2回1/3を8失点で敗戦投手
- 初勝利・初先発勝利・初完投・初完投勝利：1984年4月5日、対西武ライオンズ3回戦（西武ライオンズ球場）、9回2失点
- 初完封：1984年7月4日、対西武ライオンズ13回戦（西武ライオンズ球場）
- 初セーブ：1984年8月19日、対西武ライオンズ19回戦（西武ライオンズ球場）、6回裏から2番手で救援登板・完了、4回2失点

### 背番号
- 16（1982年 - 1983年）
- 47（1984年 - 1989年）